# Darmstadtium
A darmstadtium egy mesterségesen létrehozott kémiai elem, mely a transzaktinoidák csoportjába tartozik. A periódusos rendszer 110. helyén áll.

## Története
Először 1994-ben állította elő a Gesellschaft für Schwerionenforschung (GSI) Darmstadtban, ólom- és nikkelionok fúziójával. A 269Ds mesterséges atommagja a 208Pb és a 62Ni izotópok összeolvadásával keletkezik, miközben egy neutron szabadul fel.
{\displaystyle \,_{82}^{208}\mathrm {Pb} +\,_{28}^{62}\mathrm {Ni} \to \,_{110}^{269}\mathrm {Ds} +\,_{0}^{1}\mathrm {n} }
Időközben hat különböző izotópját sikerült előállítani, 269-es és 281-es atomtömeg között. Felezési ideje 181 μs (269Ds) és 1,1 perc (281Ds) között változik.
Az először választott neve és vegyjele, az ununnilium (Uun) a 110-es rendszámának latin megjelöléséből vezethető le. A „darmstadtium” név jelölését 2003. augusztus 15-én fogadta el az IUPAC (International Union of Pure and Applied Chemistry – Elméleti és Alkalmazott Kémia Nemzetközi Uniója), 2011. november 4-én pedig hivatalosan is felvette az elem ezt a nevet.
A darmstadti GSI összesen hat új elemet fedezett fel és állított elő, tiszteletére 2003. december 2-án az ununniliumot hivatalosan is darmstadtiumra keresztelték. Eddig ez az egyetlen elem, amelyik egy német városról kapta a nevét. Ezenkívül még világszerte hat városról neveztek el kémiai elemet: Dubna (dubnium), Berkeley (berkélium), Párizs (lutécium), Koppenhága (hafnium), Stockholm (holmium), és Ytterby (ittrium, itterbium, terbium, erbium).